# Ischnocnema lactea
Espèce
Synonymes
- Basanitia lactea Miranda-Ribeiro, 1923 "1922"
- Eleutherodactylus lacteus (Miranda-Ribeiro, 1923)

Statut de conservation UICN

 LC  : Préoccupation mineure
Ischnocnema lactea  est une espèce d'amphibiens de la famille des Brachycephalidae.

## Répartition
Cette espèce est endémique du Brésil. Elle se rencontre de 800 à 2 500 m d'altitude dans les états d'Espirito Santo, du Minas Gerais, de Rio de Janeiro et de Sao Paulo.

## Publication originale
- Miranda-Ribeiro, 1923 "1922" : Basanitia lactea (un novo Batrachio das Colleccoes do Museu Paulista). Revista do Museu Paulista, vol. 13, p. 851-852.